# Amtsgericht Kandel
Das Amtsgericht Kandel ist ein Gericht der ordentlichen Gerichtsbarkeit und das kleinste der drei Amtsgerichte (AG) im Bezirk des Landgerichts Landau in der Pfalz.

## Gerichtssitz und -bezirk
Das Gericht hat seinen Sitz in der südpfälzischen Stadt Kandel im Kreis Germersheim. Es ist das südlichste Amtsgericht in Rheinland-Pfalz. Der 275 km² große Gerichtsbezirk umfasst das Gebiet der Städte und Gemeinden Berg, Erlenbach bei Kandel, Freckenfeld, Hagenbach, Hatzenbühl, Jockgrim, Kandel, Minfeld, Neuburg am Rhein, Neupotz, Rheinzabern, Scheibenhardt, Steinweiler, Vollmersweiler, Winden und Wörth am Rhein. In ihm leben rund 60.000 Menschen.
Die Zwangsversteigerungs-, Zwangsverwaltungs-, Insolvenz- und Landwirtschaftssachen aus dem Bezirk des AG Kandel sind dem Amtsgericht Landau in der Pfalz übertragen, das auch das Handels-, Genossenschafts- und Vereinsregister führt. Mahnverfahren werden vom Amtsgericht Mayen als zentralem Mahngericht bearbeitet.

## Gebäude
Das Gericht ist seit 1957 im Bürogebäude Landauer Straße 19 untergebracht. Der an gleicher Stelle befindliche Vorgängerbau von 1899 wurde im Zweiten Weltkrieg zerstört.

## Übergeordnete Gerichte
Dem Amtsgericht Kandel ist das Landgericht Landau in der Pfalz übergeordnet. Zuständiges Oberlandesgericht ist das Pfälzische Oberlandesgericht Zweibrücken.

## Richter
- Matthias Frey, 2005 bis 2011 Direktor des Amtsgerichts Kandel